# 李慧珠
李慧珠，香港導演，專注於在中國大陸拍攝電視劇。她曾擔任《宮鎖》系列、《陸貞傳奇》、《神鵰俠侶》、《錦繡未央》等知名電視劇集的總導演。
李慧珠曾在無綫電視任職場務，其後1989—2000年任職於香港亞洲電視先任助理編導後升任編導、監製，2001—2003年到台灣發展，2004—2008年重返亞洲電視編導數部電視劇集。
從2010年起簽約于正工作室（後更名為東陽歡娛影視）任職導演及總導演。

## 電視劇  (亞洲電視)
- 1989年《霹靂神將》
- 1989年《野櫻花》
- 1989年《皇家檔案》
- 1990年《赤子雄風》
- 1990年《亡命天涯路》
- 1992年《本是同根》
- 1993年《天蠶變之再與天比高》
- 1993年《銀狐》
- 1994年《戲王之王》
- 1994年《碧血青天珍珠旗》
- 1995年《殭屍道長》
- 1996年《我和春天有個約會》
- 1996年《再見艷陽天》
- 1996年《殭屍道長II》
- 1997年《國際刑警1997》
- 1997年《雪花神劍》
- 1998年《流氓·律師》
- 1998年《穆桂英》
- 2000年《影城大亨》
- 2000年《妳想的愛》
- 2001年《祖先開眼》
- 2004年《愛在有情天》
- 2004年《我和殭屍有個約會III之永恆國度》
- 2005年《美麗傳說2星願》
- 2005年《情陷夜中環》
- 2006年《情陷夜中環2》
- 2007年《靈舍不同》
- 2008年《火蝴蝶》

## 電視劇  (其他)
- 1999年《少年英雄方世玉》
- 2001年《方謬神探》
- 2001年《新楚留香》
- 2002年《再見螢火蟲》
- 2003年《薔薇之戀》
- 2003年《倩女幽魂》
- 2005年《小魚兒與花無缺》
- 2006年《方德與苗翠花》
- 2007年《補習天后》
- 2009年《跟紅頂白大三元》
- 2009年《亂世艷陽天》
- 2010年《衣被天下》
- 2010年《國色天香》
- 2011年《宮鎖心玉》
- 2011年《美人天下》
- 2012年《宮鎖珠簾》
- 2012年《傾城雪》
- 2013年《陸貞傳奇》
- 2014年《宮鎖連城》
- 2014年《美人製造》
- 2014年《神鵰俠侶》
- 2015年《雲巔之上》
- 2015年《錦繡未央》
- 2018年《鳳囚凰》
- 2019年《白发》
- 2020年《锦绣南歌》
- 2023年《九霄寒夜暖》

## 電影
- 1996年：《藝壇照妖鏡之96應召名冊》
- 2011年：《嚴冬裡的春天》